# Vis-en-Artois
Vis-en-Artois là một xã ở tỉnh Pas-de-Calais, vùng Hauts-de-France của Pháp.
Vis-en-Artois có cự ly 8 dặm (12,9 km) về phía đông nam Arras, tại giao lộ của các tuyến đường D939 và đường D9.

## Dân số
| 1962                                                         | 1968 | 1975 | 1982 | 1990 | 1999 | 2006 |
| ------------------------------------------------------------ | ---- | ---- | ---- | ---- | ---- | ---- |
| 585                                                          | 608  | 617  | 603  | 539  | 536  | 566  |
| Số liệu điều tra dân số từ năm 1962: Dân số không tính trùng |      |      |      |      |      |      |

## Địa điểm nổi bật
- Nhà thờ St.Martin, được xây lại sau đệ nhất thế chiến.